# Bronzée d'Enghien
La Bronzée d'Enghien est une variété de poire.

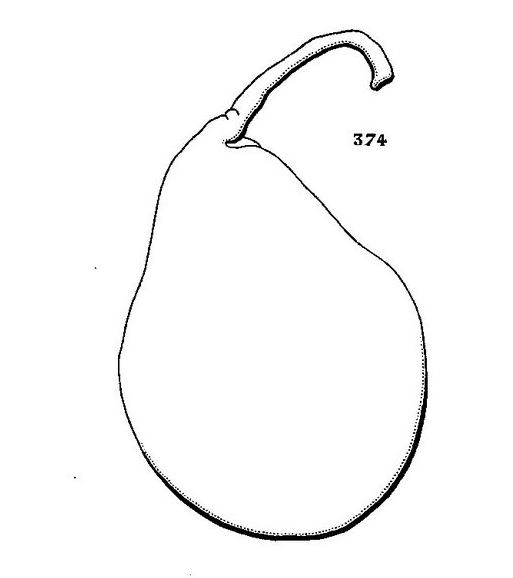
Bronzée d'Enghien, poire.

## Origine
La poire viendrait d'un semis de M. De Jonghe de Bruxelles.
Une autre source la dit : « ancienne variété belge obtenue vers 1830, diffusée par la Société Van Mons, mais serait une obtention de M. Paternoster, négociant d’Enghien ».

## Arbre
L'arbre se présente de vigueur moyenne sur cognassier. Il se conduit en pyramide et en espalier.

## Fruit
Le fruit est moyen, en forme de goutte, à la peau ferme et épaisse et à la chair jaune, partiellement couverte d'une couche de couleur roussâtre.

## Appréciation générale
C'est un fruit plutôt destiné aux usages de ménage. Son intérêt est surtout dû à sa bonne résistance aux maladies.

#### Ouvrages
- André Leroy, « Dictionnaire de Pomologie », Poires, tomes  I et II, Imprimeries Lachaire à Angers.
- H. Kessler : « Pomologie illustrée », Imprimeries de la Fédération S.A, Berne, ISBN
- Georges Delbard, « Les Beaux fruits de France d’hier », Delbard, Paris, 1993,  (ISBN 2-950-80110-2).
- Alphonse Mas, Le verger (1865-1870) et La pomologie générale (1872-1883). Le verger, tome 1, poires d'hiver, planche, 1865, aquarelles du verger, Le Verger français, tome 1, 1947.

#### Revues et publications
- Revue « Fruits Oubliés », no 54.